# Veinticinco de Mayo (kommunhuvudort i Argentina, La Pampa)
Veinticinco de Mayo är en kommunhuvudort i Argentina.   Den ligger i provinsen La Pampa, i den centrala delen av landet, 900 km väster om huvudstaden Buenos Aires. Veinticinco de Mayo ligger 348 meter över havet och antalet invånare är 6 962.
Terrängen runt Veinticinco de Mayo är platt. Närmaste större samhälle är Catriel, 13,6 km sydväst om Veinticinco de Mayo.
Omgivningarna runt Veinticinco de Mayo är i huvudsak ett öppet busklandskap. Trakten runt Veinticinco de Mayo är nära nog obefolkad, med mindre än två invånare per kvadratkilometer.